# Österreichische Staatsmeisterschaften im Eisschnelllauf 2016

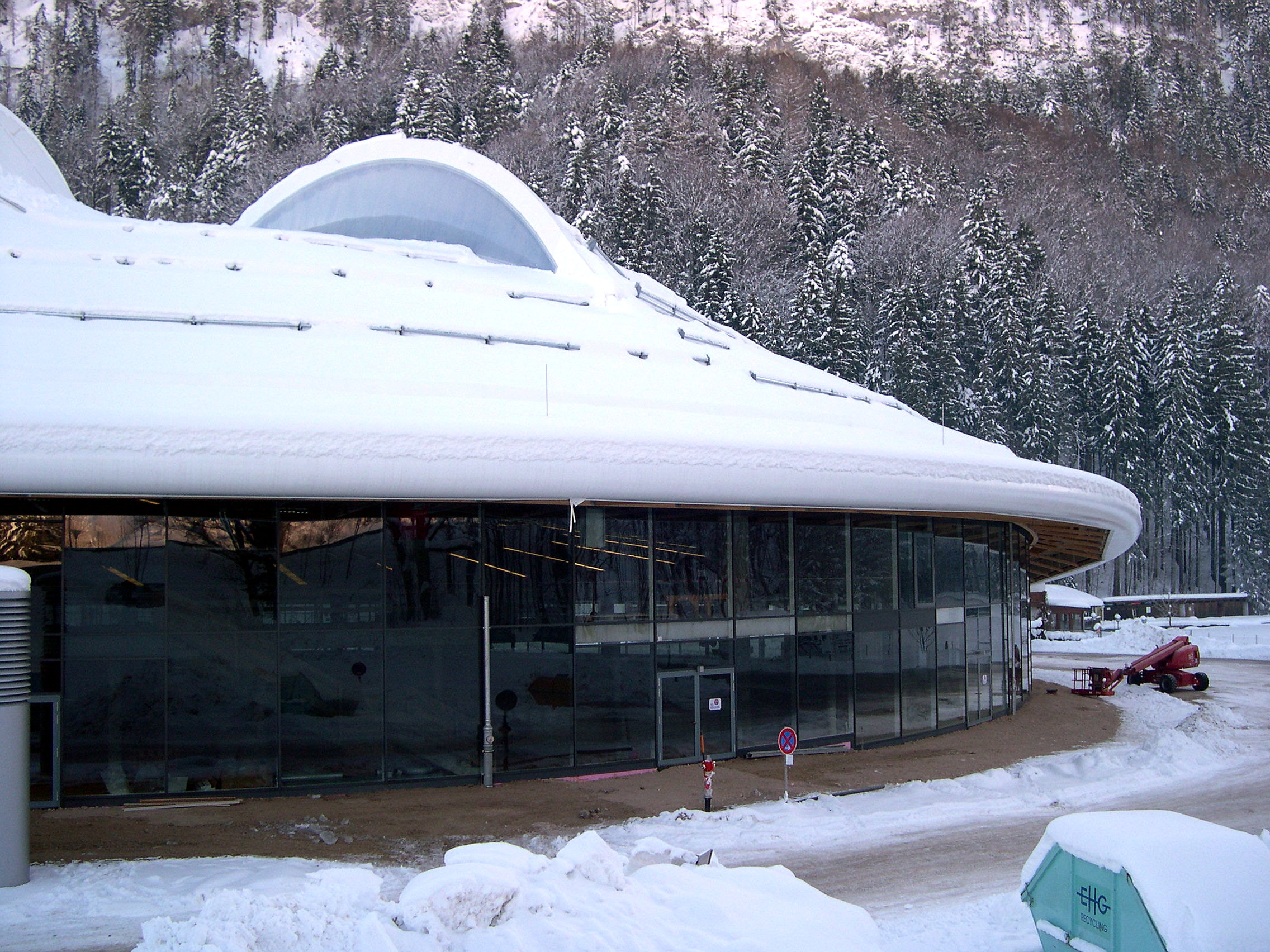
In der Max Aicher Arena fanden der Sprint-Mehrkampf und Einzelstrecken statt.

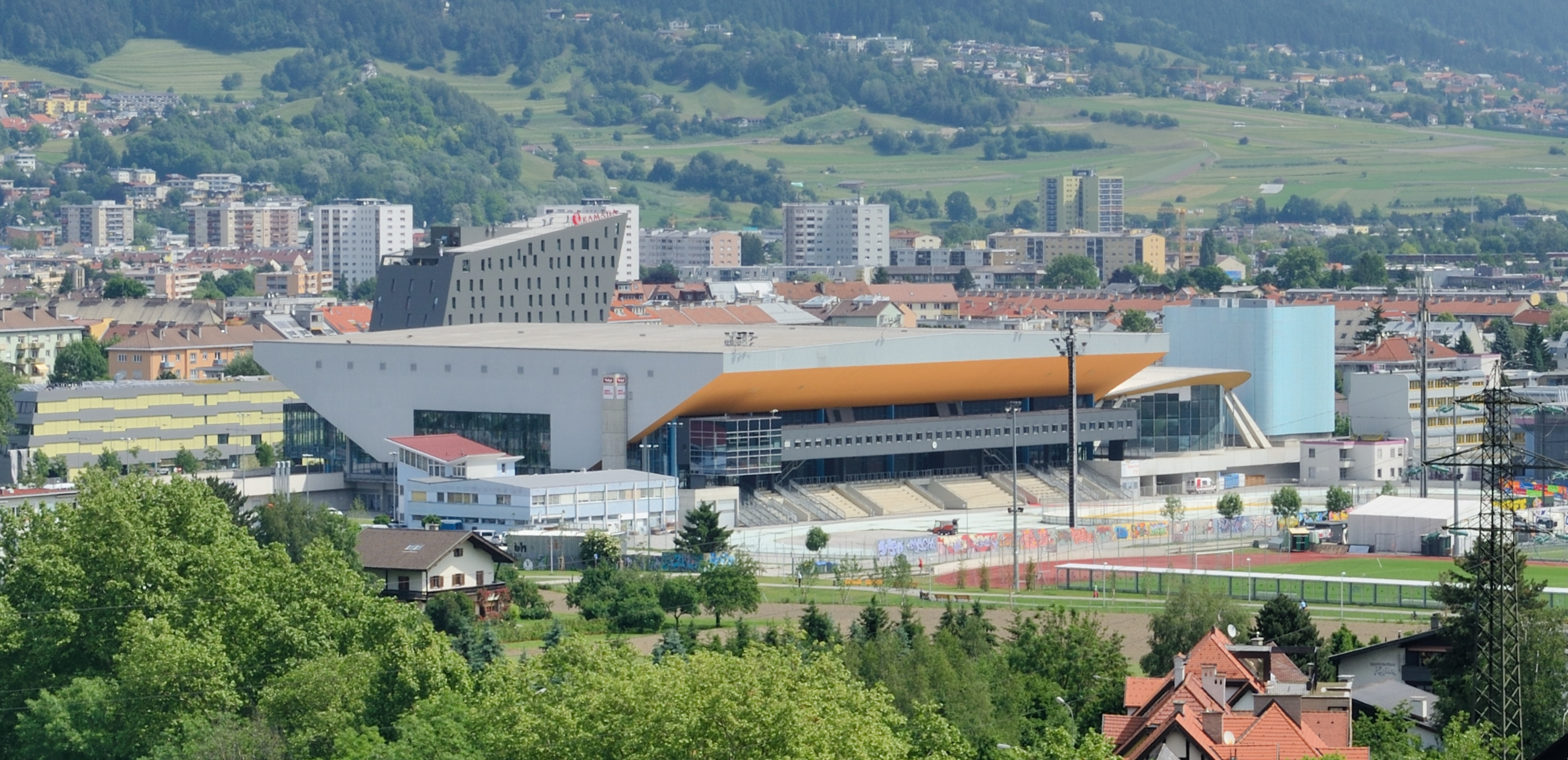
In der Olympiahalle Innsbruck soll der Allround-Mehrkampf stattfinden.

Die Österreichischen Staatsmeisterschaften im Eisschnelllauf 2016 im Sprint-Mehrkampf und im Einzelstrecken 500 Meter und 1.000 Meter fanden am 17. und 18. Oktober 2015 in Inzell in der Max Aicher Arena statt. Die Meisterschaften im Allround-Mehrkampf und im Einzelstrecken 1.500 Meter, (3.000 Meter für Damen), 5.000 Meter und (10.000 Meter für Herren) fanden am 26. und 27. Dezember 2015 in Innsbruck in der Olympiahalle Innsbruck stattfinden.

## Teilnehmer und Informationen
| 4 Vereine |
| --- |
| - Eislaufverein Wörthersee (EVW) - Linzer Inline und Speedskating Club 2010 (LISC) - Roll- und Eissportclub Innsbruck (REC) - Union Speed Skating Club Innsbruck (USC)                                     |
| Österreichische Staatsmeisterschaften |
| - Sprint-Mehrkampf: 4 Frauen und 8 Männer 2 Strecken (500 m, 1.000 m) - Allround-Mehrkampf: 3 Frauen und 4 Männer 4 Strecken (1.500 Meter, 3.000 Meter für Damen, 5.000 Meter und 10.000 Meter für Herren) |
| Rekorde (alle Staatsmeisterschaften zusammen) |
| - Altersklassen Rekord AK C1/C2: (2×) - Altersklassen Rekord AK B1/B2: (1×) - Saisonbestzeit: (38×) - Bahnrekord: (1×)                                                                                     |

## Frauen

### Sprint-Mehrkampf
| Rang | Athletin                                                | 500 Meter (1. Lauf) | 1.000 Meter (1. Lauf) | 500 Meter (2. Lauf) | 1.000 Meter (2. Lauf) | Gesamt  |
| ---- | ------------------------------------------------------- | ------------------- | --------------------- | ------------------- | --------------------- | ------- |
| 1    | Viktoria Schinnerl (Union Speed Skating Club Innsbruck) | 42.46 s (2)         | 1:24.72 min (2)       | 42.95 s (2)         | 1:25.46 min (1)       | 170,500 |
| 2    | Anela Turanovic (Union Speed Skating Club Innsbruck)    | 46.77 s (4)         | 1:38.75 min (4)       | 46.74 s (4)         | 1:43.39 min (2)       | 194,580 |
| NC   | Vanessa Bittner (Union Speedskating Club Innsbruck)     | 38.52 s (1)         | 1:16.20 min (1)       | 38.82 s (1)         |                       | n/a     |
| NC   | Viola Feichtner (Union Speed Skating Club Innsbruck)    | 44.00 s (3)         | 1:26.31 min (3)       | 44.30 s (3)         |                       | n/a     |

### Einzelstrecken

#### 2*500 Meter
| 1 | Vanessa Bittner (Union Speedskating Club Innsbruck)     | 38.52 s (1) | 38.82 s (1) | 77.340 |
| 2 | Viktoria Schinnerl (Union Speed Skating Club Innsbruck) | 42.46 s (2) | 42.95 s (2) | 85.410 |
| 3 | Viola Feichtner (Union Speed Skating Club Innsbruck)    | 44.00 s (3) | 44.30 s (3) | 88.300 |
| 4 | Anela Turanovic (Union Speed Skating Club Innsbruck)    | 46.77 s (4) | 46.74 s (4) | 93.510 |

#### 1.000 Meter
| Rang | Athletin                                                | Zeit        |
| ---- | ------------------------------------------------------- | ----------- |
| 1    | Vanessa Bittner (Union Speedskating Club Innsbruck)     | 1:16.20 min |
| 2    | Viktoria Schinnerl (Union Speed Skating Club Innsbruck) | 1:24.72 min |
| 3    | Viola Feichtner (Union Speed Skating Club Innsbruck)    | 1:26.31 min |
| 4    | Anela Turanovic (Union Speed Skating Club Innsbruck)    | 1:38.75 min |

### Allround-Mehrkampf
| Rang | Athletin                                                | 500 Meter   | 3.000 Meter     | 1.500 Meter     | 5.000 Meter     | Gesamt  |
| ---- | ------------------------------------------------------- | ----------- | --------------- | --------------- | --------------- | ------- |
| 1    | Viola Feichtner (Union Speed Skating Club Innsbruck)    | 44.39 s (3) | 4:35.17 min (2) | 2:11.91 min (2) | 7:54.09 min (1) | 181,630 |
| 2    | Viktoria Schinnerl (Union Speed Skating Club Innsbruck) | 43.52 s (2) | 4:56.88 min (3) | 2:15.74 min (3) | 8:43.05 min (2) | 190,551 |
| NC   | Vanessa Bittner (Union Speedskating Club Innsbruck)     | 40.02 s (1) | 4:32.44 min (1) | 2:05.26 min (1) |                 | n/a     |

### Einzelstrecken

#### 1.500 Meter
| Rang | Athletin                                                | Zeit        |
| ---- | ------------------------------------------------------- | ----------- |
| 1    | Vanessa Bittner (Union Speedskating Club Innsbruck)     | 2:05.26 min |
| 2    | Viola Feichtner (Union Speed Skating Club Innsbruck)    | 2:11.91 min |
| 3    | Viktoria Schinnerl (Union Speed Skating Club Innsbruck) | 2:15.74 min |

#### 3.000 Meter
| Rang | Athletin                                                | Zeit        |
| ---- | ------------------------------------------------------- | ----------- |
| 1    | Vanessa Bittner (Union Speedskating Club Innsbruck)     | 4:32.44 min |
| 2    | Viola Feichtner (Union Speed Skating Club Innsbruck)    | 4:35.17 min |
| 3    | Viktoria Schinnerl (Union Speed Skating Club Innsbruck) | 4:56.88 min |

#### 5.000 Meter
| Rang | Athletin                                                | Zeit        |
| ---- | ------------------------------------------------------- | ----------- |
| 1    | Viola Feichtner (Union Speedskating Club Innsbruck)     | 7:54.09 min |
| 2    | Viktoria Schinnerl (Union Speed Skating Club Innsbruck) | 8:43.05 min |

## Männer

### Sprint-Mehrkampf
| Rang | Athlet                                                 | 500 Meter (1. Lauf) | 1.000 Meter (1. Lauf) | 500 Meter (2. Lauf) | 1.000 Meter (2. Lauf) | Gesamt  |
| ---- | ------------------------------------------------------ | ------------------- | --------------------- | ------------------- | --------------------- | ------- |
| 1    | Armin Hager (Union Speed Skating Club Innsbruck)       | 37.05 s (1)         | 1:12.13 min (1)       | 37.12 s (1)         | 1:12.57 min (1)       | 146,520 |
| 2    | Linus Heidegger (Union Speed Skating Club Innsbruck)   | 37.48 s (2)         | 1:12.30 min (2)       | 37.60 s (2)         | 1:12.69 min (2)       | 147,575 |
| 3    | Bram Smallenbroek (Roll- und Eissportclub Innsbruck)   | 37.72 s (3)         | 1:13.75 min (3)       | 38.24 s (3)         | 1:14.12 min (3)       | 149,895 |
| 4    | Stefan Haan (Eislaufverein Wörthersee)                 | 38.73 s (4)         | 1:17.43 min (5)       | 39.34 s (4)         | 1:18.32 min (4)       | 155,945 |
| 5    | Gabriel Odor (Union Speed Skating Club Innsbruck)      | 39.11 s (5)         | 1:16.91 min (4)       | 39.42 s (5)         | 1:32.57 min (5)       | 163,270 |
| 6    | Ignaz Gschwentner (Union Speed Skating Club Innsbruck) | 44.01 s (7)         | 1:30.23 min (7)       | 44.06 s (6)         | 1:33.19 min (6)       | 179,780 |
| 7    | Daniel Mayr (Linzer Inline und Speedskating Club 2010) | 47.75s (8)          | 1:36.55 min (8)       | 47.98 s (7)         | 1:38.36 min (7)       | 193,185 |
| NC   | Mathias Hauer (Union Speed Skating Club Innsbruck)     | 39.58 s (6)         | 1:20.66 min (6)       |                     |                       | n/a     |

### Einzelstrecken

#### 2*500 Meter
| 1  | Armin Hager (Union Speed Skating Club Innsbruck)       | 37.05 s (1) | 37.12 s (1) | 74.170 |
| 2  | Linus Heidegger (Union Speed Skating Club Innsbruck)   | 37.48 s (2) | 37.60 s (2) | 75.080 |
| 3  | Bram Smallenbroek (Roll- und Eissportclub Innsbruck)   | 37.72 s (3) | 38.24 s (3) | 75.960 |
| 4  | Stefan Haan (Eislaufverein Wörthersee)                 | 38.73 s (4) | 39.34 s (4) | 78.070 |
| 5  | Gabriel Odor (Union Speed Skating Club Innsbruck)      | 39.11 s (5) | 39.42 s (5) | 78.530 |
| 6  | Ignaz Gschwentner (Union Speed Skating Club Innsbruck) | 44.01 s (7) | 44.06 s (6) | 88.070 |
| 7  | Daniel Mayr (Linzer Inline und Speedskating Club 2010) | 47.75 s (8) | 47.98 s (7) | 95.730 |
| NC | Mathias Hauer (Union Speed Skating Club Innsbruck)     | 39.58 s (6) |             | n/a    |

#### 1.000 Meter
| Rang | Athlet                                                 | Zeit        |
| ---- | ------------------------------------------------------ | ----------- |
| 1    | Armin Hager (Union Speed Skating Club Innsbruck)       | 1:12.13 min |
| 2    | Linus Heidegger (Union Speed Skating Club Innsbruck)   | 1:12.30 min |
| 3    | Bram Smallenbroek (Roll- und Eissportclub Innsbruck)   | 1:13.75 min |
| 4    | Gabriel Odor (Union Speed Skating Club Innsbruck)      | 1:16.91 min |
| 5    | Stefan Haan (Eislaufverein Wörthersee)                 | 1:17.43 min |
| 6    | Mathias Hauer (Union Speed Skating Club Innsbruck)     | 1:20.66 min |
| 7    | Ignaz Gschwentner (Union Speed Skating Club Innsbruck) | 1:30.23 min |
| 8    | Daniel Mayr (Linzer Inline und Speedskating Club 2010) | 1:36.55 min |

### Allround-Mehrkampf
| Rang | Athlet                                               | 500 Meter   | 5.000 Meter     | 1.500 Meter     | 10.000 Meter     | Gesamt  |
| ---- | ---------------------------------------------------- | ----------- | --------------- | --------------- | ---------------- | ------- |
| 1    | Linus Heidegger (Union Speed Skating Club Innsbruck) | 39.25 s (2) | 6:56.30 min (1) | 1:53.16 min (1) | 14:29.91 min (1) | 162,095 |
| 2    | Mathias Hauer (Union Speed Skating Club Innsbruck)   | 39.06 s (1) | 7:17.80 min (2) | 1:57.92 min (2) | 15:54.40 min (2) | 169,866 |
| 3    | Gabriel Odor (Union Speed Skating Club Innsbruck)    | 40.36 s (4) | 8:03.59 min (3) | 2:11.59 min (4) | 16:43.00 min (3) | 182,732 |
| NC   | Bram Smallenbroek (Roll- und Eissportclub Innsbruck) | 39.59 s (3) | DNS             | 1:58.41 min (3) |                  | n/a     |

### Einzelstrecken

#### 1.500 Meter
| Rang | Athlet                                               | Zeit        |
| ---- | ---------------------------------------------------- | ----------- |
| 1    | Linus Heidegger (Union Speed Skating Club Innsbruck) | 1:53.16 min |
| 2    | Mathias Hauer (Union Speed Skating Club Innsbruck)   | 1:57.92 min |
| 3    | Bram Smallenbroek (Roll- und Eissportclub Innsbruck) | 1:58.41 min |
| 4    | Gabriel Odor (Union Speed Skating Club Innsbruck)    | 2:11.59 min |

#### 5.000 Meter
| Rang | Athlet                                               | Zeit        |
| ---- | ---------------------------------------------------- | ----------- |
| 1    | Linus Heidegger (Union Speed Skating Club Innsbruck) | 6:56.30 min |
| 2    | Mathias Hauer (Union Speed Skating Club Innsbruck)   | 7:17.80 min |
| 3    | Gabriel Odor (Roll- und Eissportclub Innsbruck)      | 8:03.59 min |

#### 10.000 Meter
| Rang | Athlet                                               | Zeit         |
| ---- | ---------------------------------------------------- | ------------ |
| 1    | Linus Heidegger (Union Speed Skating Club Innsbruck) | 14:29.91 min |
| 2    | Mathias Hauer (Union Speed Skating Club Innsbruck)   | 15:54.40 min |
| 3    | Gabriel Odor (Roll- und Eissportclub Innsbruck)      | 16:43.00 min |